# Peter Ibbetson
Pour les articles homonymes, voir Peter Ibbetson (homonymie).
Peter Ibbetson est le premier roman de l'écrivain et dessinateur anglais George du Maurier. L'histoire de sa première œuvre, publiée en 1891, se déroule dans des lieux que Du Maurier connaissait bien. Le thème de l'onirisme et du « rêve vrai » qu'il développe a retenu l'attention des surréalistes et d'autres lecteurs, donnant lieu à de nombreuses adaptations.

## Création
L'auteur a passé son enfance avec ses parents et son frère cadet dans la rue de la Pompe à Passy. Dans la même rue, il a fait grandir le personnage de Peter Ibbetson et son grand amour Mimsey Seraskier. Du Maurier est venu à Londres en 1860 pour travailler pour le magazine Punch. En raison de la mort de ses parents, Peter Ibbetson a été transporté à Londres depuis son enfance, où il a grandi avec son oncle. En 1874, Du Maurier déménage avec sa famille dans la banlieue de Hampstead, au nord de Londres, que lui et ses cinq enfants adorent. Il a également fait des comparaisons avec sa maison d'enfance quand il écrit : « Hampstead était son Passy ». L'histoire de Peter Ibbetson commence à Passy, témoignant de la nostalgie de Du Maurier pour ce lieu représentant les jours heureux de don enfance.  
Peter Ibbetson décrit un mélange de vie onirique et de réalité, par lequel l'événement de rêve, voulu et maîtrisé, suppose une réalité plus élevée que la vie terrestre. Cela devient une seconde vie, la vraie vie ; quelque chose que l'on appellerait probablement aujourd'hui une expérience hors du corps plutôt qu'un rêve, en résumé, une transcendance.

## Action
Deux enfants — la fille Mimsey Seraskier et le garçon Pierre Pasquier de la Malière — qui vivent dans les environs immédiats de la banlieue parisienne (Passy) et qui s'aiment beaucoup sont déchirés par la mort des parents du garçon, envoyé à Londres chez son oncle maternel, qui se transforme en tuteur abusif. Celui-ci le renomme Peter Ibbetson, d'après la traduction anglaise de son prénom et du nom de jeune fille de sa mère.
Depuis lors, le jeune homme a un profond désir qu'il ne peut expliquer. Un jour, il rencontre la duchesse de Towers et se sent attiré par elle d'une manière étrange. Il découvre rapidement que la duchesse n'est autre que Mimsey, la petite fille avec laquelle il a passé son enfance. Même si elle aussi est attirée par lui et s'émeut de reconnaître en Peter le petit Pierre de son enfance, ils doivent se séparer. Parce que Mary, la duchesse de Towers, est mariée. Plus tard, Peter tue son oncle dans un accès de colère et est condamné à la prison à vie. Mais Peter sait qu'il ne pourra plus jamais oublier Mary. Elle est devenue l'idéal de sa vie solitaire et le souvenir d'elle domine désormais sa vie.
Au lieu de cela, les deux amants, qui ne peuvent pas être ensemble dans la « vraie » vie terrestre, se rencontrent pendant plusieurs décennies dans leurs rêves communs, télépathiques. Leurs expériences nocturnes partagées deviennent la véritable essence de leur vie, tandis que l'existence terrestre devient aussi insignifiante pendant la journée qu'un rêve.

## Publications
Publié en 1891 tout d'abord aux États-Unis et au Royaume-Uni sous forme de feuilleton entre juin et novembre 1891 dans le New Monthly Magazine, il parait en Grande Bretagne la même année. Peter Ibbetson est publié en France en 1944 aux éditions du Globe, avec une traduction de Lucienne Escoube, et réédité en 2005 par l'éditeur L'Or des fous. En 1946 Gallimard publie une nouvelle version traduite par Raymond Queneau.

## Adaptations
Le roman a été adapté sous forme de pièce de théâtre en 1917, puis pour un film muet en 1921 (Forever de George Fitzmaurice), aujourd'hui disparu[réf. souhaitée]. Un opéra créé par Deems Taylor et Constance Collier a donné lieu à des représentations au Metropolitan Opera à New York de 1931 à 1934. En 1935, sort un film de Henry Hathaway, reprenant le même titre. Il est aussi adapté sous forme radiophonique sur CBS le 10 septembre 1939. Le 17 avril 1999, l'adaptation musicale Dream True de Tina Landau (en)et Ricky Ian Gordon (en) fait l'ouverture de la saison du Vineyard Theatre (en).

## Réception
Le livre est un succès lors de sa parution.
Par la suite, il semble qu'il ait plus été apprécié pour les thèmes de l'onirisme et de la télépathie qu'il développe, et pour ses nombreuses illustrations réalisées par Georges du Maurier, que pour ses qualités littéraires intrinsèques. Hélène Cixous, dans Philippines en fait l'éloge en ces termes : « C’est un livre chéri. Il n’est pas beau. Pas grand. Pas si bien écrit, même parfois pas très bien. On s’en fiche. Car il est la bonté même pour nous. L’ami absolu. Le premier et le dernier. Il promet et il tient ce qu’il promet ». Une annonce publicitaire pour le film signée en 1946 par André Breton indique « Ce roman de l'époque victorienne était alors quelque peu oublié, mais il acquit un regain d'intérêt lorsque l'on découvrit des rapports incontestables entre quelques-uns de ses thèmes principaux et ceux du surréalisme. Si les amours du bagnard et de la Duchesse appartiennent à la mythologie romantique et populaire du XIXe siècle, le fait qu‟elles se passent uniquement en rêve — mais dans un rêve « vrai » — annonce les exaltations oniriques de l'entre-deux-guerres ».